# 7370 Krasnogolovets
A 7370 Krasnogolovets (ideiglenes jelöléssel 1978 SM5) a Naprendszer kisbolygóövében található aszteroida. Ljudmila Ivanovna Csernih fedezte fel 1978. szeptember 27-én.